# Sami Samir
Sami Samir  (arabiska سامي سمير, hebreiska סמי סמיר), född 1972 i Jerusalem, är en israelisk film- och teaterskådespelare.
Samirs familj härstammar från Egypten. Hans far Joseph Samir, som opponerade sig mot den egyptiska regimen, tvingades fly till Israel. Hans syster Haya Samir är sångerska.

## Filmografi (urval)
- 2005 – München – Abu Halla - Ahmed Chic Thaa
- 2008 – Body of Lies – taxichaufför vid syriska gränsen
- 2009 – Agora – Kyrillos av Alexandria